# Conservatorium Maastricht

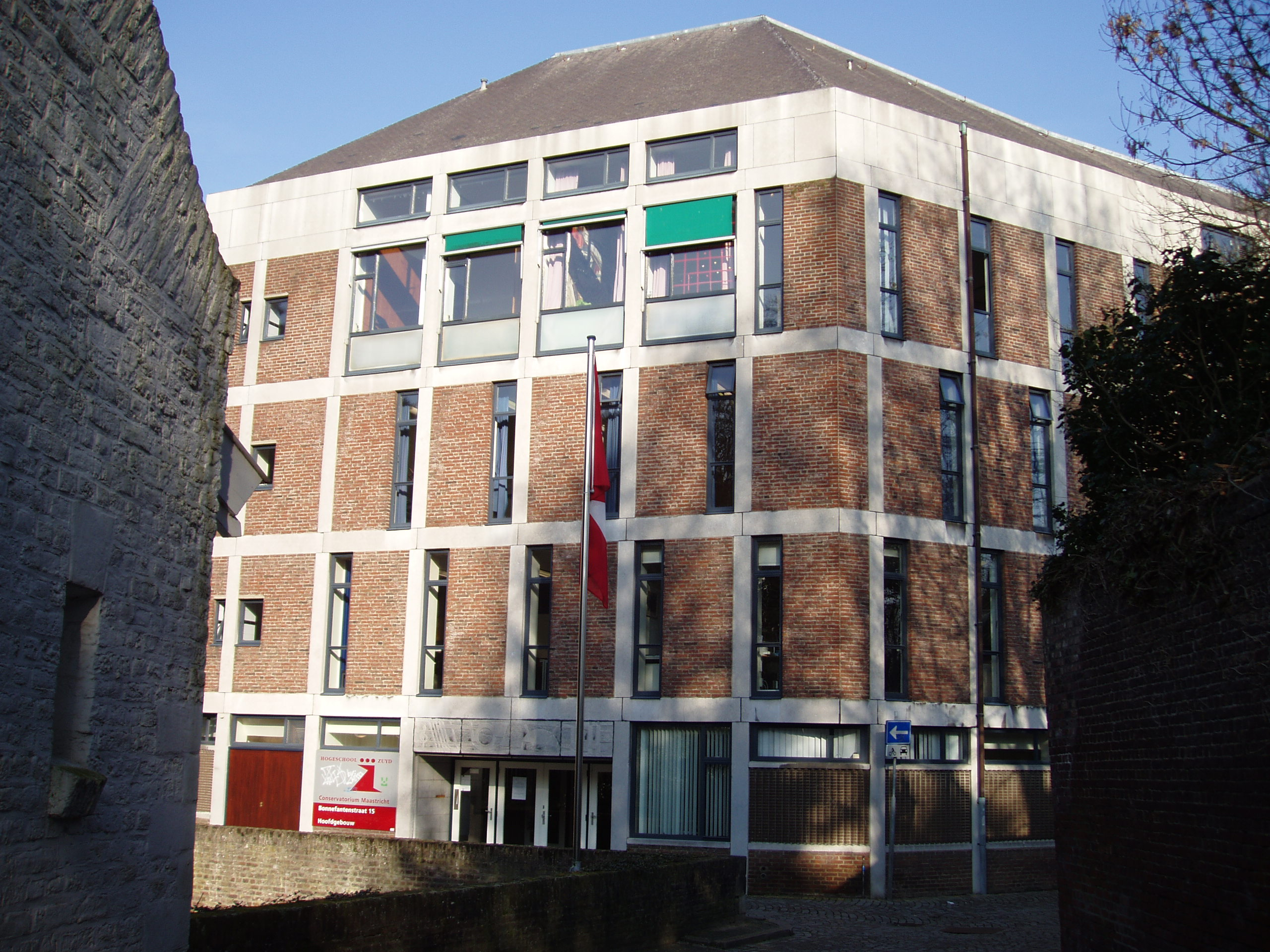
Conservatorium Maastricht

Das Conservatorium Maastricht in Maastricht ist eines der neun Konservatorien in den Niederlanden. Es ist im Bereich der Bachelor-Studiengänge seit 2001 eine Fakultät der staatlichen Hogeschool Zuyd (Hochschule Süd). Am Konservatorium lernen rund 600 Studenten, davon über die Hälfte aus dem Ausland. Die Schule beschäftigt etwa 130 Mitarbeiter.

## Bedeutung
Das Konservatorium bietet Ausbildungen in den Bereichen Musik der europäischen Klassik, Jazz, Musicalkomposition und Oper, sowie zum Musiklehrer. Diese Studiengänge kann man als ein vierjähriges Bachelor- oder als ein zweijähriges Master-Studium absolvieren (letzteres ab 2009 gemeinsam mit der Universität Maastricht). Nach Vereinbarung können viele Prüfungen (inklusive die Abschlussprüfung) auch auf Englisch, Französisch oder Deutsch abgelegt werden, im Lehramtsstudium jedoch nur auf Niederländisch.
Das Conservatorium Maastricht arbeitet mit den beiden anderen Fakultäten der Hogeschool Zuyd zusammen, der Toneelacademie Maastricht (Akademie der Darstellenden Künste) und der Academie Beeldende Kunsten Maastricht (Akademie der Bildenden Künste) sowie mit der Fakultät Kunst und Kultur der Universiteit Maastricht. Für den Bereich des Postgradualen Studiums (Master) hat das Konservatorium in Kooperation mit dem privat betriebenen Fontys Conservatorium vor einigen Jahren die Zuid Nederlandse Hogeschool voor Muziek (Südniederländische Musikhochschule) gegründet.
Darüber hinaus gibt es Austauschpartnerschaften mit mehreren anderen europäischen Hochschulen, beispielsweise mit der Hochschule für Musik Köln, dem Königlichen Konservatorium Brüssel, der Universität für Musik und darstellende Kunst Wien und der Universität für Musik und darstellende Kunst Graz.
Das Konservatorium veranstaltet regelmäßig Musikfestivals und verleiht Musikpreise.

## Bekannte Lehrer (historisch)
- Boris Belkin (* 1948), Violin-Dozent
- Mya Besselink, Gesangs-Dozent
- Jan van den Boomen, Kontrabass-Dozent
- Rob Bruynen (* 1961), Jazztrompete, Big Band Projekte
- Jack Coenen, Jazzposaune, Big Band
- Mirel Iancovici, Cello-Dozent
- Michael Kugel (* 1946), Viola-Dozent
- Arno Piters, Klarinetten-Dozent
- Robert HP Platz (* 1951), Kompositionslehre
- Carlo Marchione, Gitarren-Dozent
- Maurice Raskin, Violin-Dozent
- Will Sanders (* 1965), Horn-Dozent, ehemaliger Absolvent
- Avi Schönfeld, Klavier-Dozent
- Robert Szreder, Violin-Dozent
- Anneke Uittenbosch, Cembalo-Dozentin

## Bekannte Absolventen
- Tom Brand (1917–1970), Tenor
- Marcin Dylla (* 1976), Gitarrist
- Margriet Ehlen, Komponist und Dirigent
- Turid Karlsen (* 1961), Sopranistin
- Goran Krivokapić, Gitarrist
- André Rieu (* 1949), Violinist und Dirigent
- Glenn Corneille (1970–2005), Jazzpianist
- Carmen Monarcha, Sängerin
- David Satian, Komponist, Jazzpianist
- Carla Maffioletti, Sängerin
- Huub Claessens (* 1960), Sänger, Saxophonist